# Max von Eelking (Vater)
Max Freiherr von Eelking, eigentlich Martin Freiherr von Eelking  (* 4. Juni 1782 in Bremen; † 19. August 1857 in Bremen) war ein Offizier und Stadtkommandant in Bremen.

## Biografie
Eelking ist der Name einer im 16. Jahrhundert in Bremen ansässigen Familie, aus der mehrere Ratsherren und Inhaber bremischer Ämter hervorgegangen sind. Die seit 1750 adelige Familie stammte ursprünglich aus Friesland.
Max Freiherr von Eelking war der Sohn des Juristen und Bremer Syndicus Johannes Freiherr von Eelking und seiner Frau Almata, geb. Dwerhagen. Am 27. Januar 1801 erhielt er durch die Präsentation des Domdekans Friedrich Ludwig von Moltke eine Präbende im Lübecker Domkapitel und wurde damit Domherr. Auch nach der Säkularisation des Hochstifts durch den Reichsdeputationshauptschluss 1803 behielt er seine Privilegien und Einkünfte als Domherr auf Lebenszeit.
Wie der Vater studierte er zunächst Jura in Göttingen, ging dann aber zum Militär. Er kämpfte als Offizier in den Freiheitskriegen von 1813 bis 1815. Ab 1815 war er bei den Freiwilligen Bremer Ulanen. Das Schwadron „Reuter“ der Kavallerie unter Major Eelking und das Freiwillige Bremische Jäger-Korps unter Kommando von „Hauptmann“ Heinrich Böse wurden dem preußischen Ulanen-Regiment Nr. 6, dessen Kommandeur Oberstleutnant von Lützow war, zugeordnet. Es kämpfte vorwiegend in Belgien.
1814 bis 1817 fand in Bremen eine Umorganisation des Bremer Stadtmilitärs statt. Böse wurde Oberst und Kommandeur der Stadtgarde/Bürgerwehr, bestehend aus drei Infanterie-Bataillonen mit zusammen 12 Compagnien.
Ab 1816 war Eelking zunächst als Major Kommandeur und Generaladjutant von Böse in der Bürgerwehr in Bremen. 1831 wurde er zum Chef der Bürgerwehr und Oberst der Bürgerwehr befördert. 1850 schied er hochgeehrt aus dem Dienst aus. Er war Mitglied der Bremer Freimaurerloge Zum Oelzweig.
Eelkingsche Familienbildnisse befinden sich im Focke-Museum in Bremen.
Der Historiker und Offizier Max von Eelking (1813–1873) und der Bremer Arzt Hermann von Eelking (1818–1884) waren seine Söhne.
Von Eelkings Wesen wurde als „unruhig und streitsüchtig“ beschrieben. Zwar hatte er ein großes Vermögen, verlor es jedoch durch Spekulation und verließ ein Jahr nach seiner Hochzeit seine Frau und seine Kinder.